# How Do I
How Do I var en dansk rock- og electronicagruppe fra Hørsholm, der blev dannet i 1985. De udgav fire albums mellem 1988 og 1994 inden de opløstes i 1995. Musikalsk bevægede de sig fra støjende og guitar-baseret indie rock frem mod et dansevenligt og elektronisk udtryk.

## Historie

### Rainfakedrumfake
Anders Remmer (trommer) og Peter Fjeldberg (keyboards) dannede i 1982 elektro-duoen Én-Gule-Ét inspireret af engelsk technopop og den tyske elektroniske scene. De fik året efter følgeskab af Thomas Petersen (vokal, guitar) og Jesper Arentoft (vokal, bas, senere guitar) under navnet Critical Mass. Med indskiftning af Thomas Bo Jensen (guitar) på Thomas Petersens plads i 1985 skiftede gruppen navn til The Gallery of How Do I og koncertdebuterede november samme år. Året efter tiltrådte sidste medlem Hans Holten Hansen (bas), hvorefter gruppen flyttede til København, forkortede navnet og debuterede som How Do I i 1987 med singlen "Can't Explain" på SAM Records. Udgivelsen fulgtes op af albummet Rainfakedrumfake i 1988, der fik gode anmeldelser af den danske presse. Musikken var påvirket af indie rock og støjpop i stil med The Jesus and Mary Chain og The Woodentops. Samme år optrådte gruppen på Roskilde Festival - en af mange koncerter de spillede det år. Deriblandt var også supportjobs for bl.a. Disneyland After Dark, The Woodentops, The Mission og Gene Loves Jezebel. How Do I fik i denne periode ikke rigtigt fodfæste i Danmark og i mellemtiden gik deres pladeselskab SAM Records konkurs.

### Submarine
How Do I brugte efterfølgende halvandet år på at lede efter et nyt pladeselskab og skrev i 1990 kontrakt med Garden Records. Første udgivelse var en coverversion af ABBA-nummeret "Knowing Me, Knowing You", der udkom som single samme år. 12" versionen var remixet af Kenneth Bager, som også tilføjede houserytmer, Remee på rap og sangerinden Chris Christiansen. Anders Remmer: "...som så mange andre synes vi, at det fedeste i tiden sker inden for dansemusikken. Hvis der er nogen, der gider at sætte dansable rytmer under mine trommer, bliver jeg glad." Singlen blev inkluderet på gruppens andet album Submarine, der udkom i februar 1991. Støjpoppen fra debuten var stadig intakt, mens popmelodien i gruppens sange trådte tydeligere frem. Samtidig signalerede Submarine begyndelsen til en mere luftig og elekronisk lyd, der skulle komme til at præge de efterfølgende udgivelser. How Do I havde samtidig et anspændt forhold til deres tekster og i følge Anders Remmer forsøgte gruppen i deres musik bevidst at nedtone ordene. "De har ikke noget med sagen at gøre. Vi har ikke noget, vi skal kommunikere eller fortælle."

### Pluto
How Do I's uheld med pladeselskaber viste sig at fortsætte; under indspilningerne til gruppens tredje album måtte også Garden Records dreje nøglen om. Indspilningerne lå i næsten et år før pladeselskabet Cloudland trådte til og albummet kunne færdiggøres. Det udkom i 1993 med titlen Pluto. Keyboards og computere var nu blevet en væsentlig del af gruppens musikalske udtryk. Jesper Arentoft: "...vi elsker computere og teknik, og hver gang vi kan skifte et af vores mekaniske instrumenter ud med en computer, er vi lykkelige." Anders Remmer betegnede albummet som en slags ambientpop med "en hel del space i musikken". Fra albummet blev singlen "You and the Moon" et mindre hit. Samme efterår forlod Peter Fjeldberg gruppen for at hellige sig ambient-soloprojektet Double Muffled Dolphin.

### Super
I 1994 optrådte How Do I atter på Roskilde Festival og i efteråret udkom gruppens fjerde album Super, der stilmæssigt fortsatte hvor forgængeren Pluto slap. Med dens pop-minimalistiske og nærmest ambient musik var Super i følge Anders Remmer "anti-rock'n'roll". Albummet indeholdt fortolkninger af Savage Roses "Dear Little Mother" og Paul McCartneys "Venus and Mars". I 1995 medvirkede How Do I på Hip ... en hyldest til Steppeulvene med deres fortolkning af "0-0-0", hvorefter gruppen gik i opløsning.
Anders Remmer har efterfølgende lavet elektronisk musik i grupper som Future 3, System og People Press Play, samt i soloprojekterne Dub Tractor, Sølvpil og Jet. Han udgav allerede i tiden med How Do I sit første soloalbum Discrete Recordings (1994, Flex Records) under navnet Dub Tractor. Hans Holten Hansen har spillet med bl.a. Nikolaj Nørlund, Rhonda Harris og Olesen-Olesen.
How Do I blev - uden Peter Fjeldberg - gendannet for en enkelt aften den 23. september 2017 på det genopståede spillested Barbue i København.

## Diskografi

### Albums
- Rainfakedrumfake (1988, SAM Records)
- Submarine (1991, Garden Records)
- Pluto (1993, Cloudland)
- Super (1994, Cloudland)

### Singler
- "Can't Explain" (1987, SAM Records)
- "Knowing Me, Knowing You" (1990, Garden Records)
- "Guess You Know"[A] (1991, Guiding Lights Records)
- "You and the Moon" (1993, Cloudland)
- "Do You?" (1994, Cloudland)
- "0-0-0"[B] (1995, Exlibris)

### Andre optrædener
- Hip ... en hyldest til Steppeulvene (1995, Exlibris) – "0-0-0"
- Cloudland Christmas Compilation[C] (1995, Cloudland) – "Painted Rain"

Noter
- A ^ Split single med Trains And Boats And Planes, givet væk gratis med magasinet Adventure. "Guess You Know" er indspillet i Teen Town Studio februar 1990 og produceret af 4-Eyed Thomas.
- B ^ Split single med Peter Belli. "0-0-0" er indspillet i DéFilm Studio juli 1995 og produceret af How Do I.
- C ^ Promotion CD givet væk gratis ved Cloudland-event den 15. december 1995. "Painted Rain" er optaget af Danmarks Radio i 1987 og produceret af Jan Borges.